# Pycnodictya gracilis
Pycnodictya gracilis is een rechtvleugelig insect uit de familie veldsprinkhanen (Acrididae). De wetenschappelijke naam van deze soort is voor het eerst geldig gepubliceerd in 1936 door Uvarov.